# F. A. Rauner
F. A. Rauner war einer der größten Mundharmonika- und Akkordeonhersteller in Klingenthal. Gegründet wurde das Unternehmen 1864. Mitte der 1920er Jahre war es Aktiengesellschaft und 1929 bildete es, im Zuge der Weltwirtschaftskrise, den Kopf der Rauner-Seydel-Böhm-AG, die sich 1933 aus Mangel an Erfolg auflöste. Mitte/Ende der 1930er Jahre bezeichnete sich das Unternehmen in seinen Katalogen als zweitgrößte Harmonikafabrik der Welt. 1946 wurden die Inhaber des Unternehmens durch Volksentscheid über die entschädigungslose Enteignung der Nazi- und Kriegsverbrecher enteignet. Die Fabrik wurde zur Keimzelle des VEB Klingenthaler Harmonikawerke. Erkennbar ist das Unternehmen heute nur noch in Modellnamen wie Weltmeister-Akkordeons.